# FA Premier League Stars
F.A. Premier League Stars là một trò chơi điện tử thể thao được phát hành tại châu Âu vào năm 1999 cho PlayStation và Microsoft Windows, được phát triển và xuất bản bởi Electronic Arts.